# Діватт-сюр-Луар
Діватт-сюр-Луар (фр. Divatte-sur-Loire) — муніципалітет у Франції, у регіоні Пеї-де-ла-Луар, департамент Атлантична Луара. Діватт-сюр-Луар утворено 1 січня 2016 року шляхом злиття муніципалітетів Барбеша i Ла-Шапель-Басс-Мер. Адміністративним центром муніципалітету є Ла-Шапель-Басс-Мер. Населення — 7057 осіб (01.01.2021).